# San Martín de los Andes
San Martín de los Andes je město v argentinské provincii Neuquén. Je hlavním městem departementu Lácar. Rozprostírá se na úpatí And u jezera Lácar, asi 45 kilometrů od hranice s Chile a asi 1545 kilometrů od Buenos Aires, hlavního města Argentiny. Při sčítání lidu v roce 2010 mělo město 27 956 obyvatel. Město bylo založeno v roce 1898. Je vyhledávaným cílem turistů během všech ročních období. Je sídlem Národního parku Lanín v Patagonii. Město a jeho okolí nabízejí řadu možností pro různé letní a zimní sportovní aktivity.